# NGC 387
NGC 387 es una galaxia elíptica de la constelación de Piscis. 
Fue descubierta el 10 de diciembre de 1873 por el astrónomo Lawrence Parsons.